# Sörtjärnen, Västergötland
Sörtjärnen är en sjö i Härryda kommun i Västergötland och ingår i Rolfsåns huvudavrinningsområde.